# Jahnulales
Jahnulales is een orde van Dothideomycetes uit de subklasse Pleosporomycetidae.

## Taxonomie
De taxonomische indeling van Jahnulales is als volgt:
Orde: Jahnulales
- Familie: Aliquandostipitaceae
- Familie: Manglicolaceae